# Crise de 1958 au Liban
Ne doit pas être confondu avec Expédition française en Syrie (1860-1861).
La crise de 1958 au Liban est une crise politique libanaise causée par des tensions politiques et religieuses internes au pays. Elle voit l'intervention des forces américaines.

## Historique

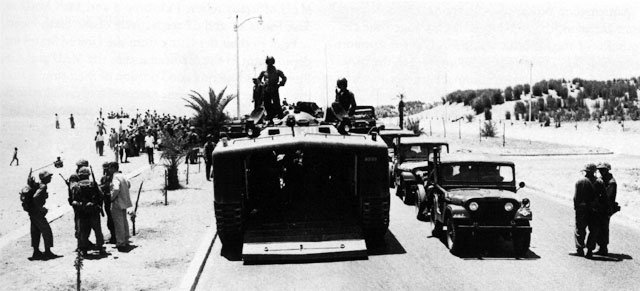
Colonne de Landing Vehicle Tracked et de jeeps des Marines, 16 juillet 1958.

Le président Camille Chamoun, pro-occidental, refuse de rompre les relations diplomatiques avec le Royaume-Uni et la France alors que ceux-ci attaquent l'Égypte durant la crise de Suez en 1956. La communauté musulmane pousse le gouvernement à une fusion avec la République arabe unie, union de l’Égypte et de la Syrie établi le 1er février 1958 et qui disparaitra le 28 septembre 1961 à la suite d'un retrait de la Syrie, ce que refuse catégoriquement la communauté maronite chrétienne.
Près de 300 000 Libanais font le déplacement jusqu'à Damas pour fêter la proclamation de la république arabe unie. Le clivage entre unionistes et régionalistes s'accentue et le président Camille Chamoun provoque un tollé en violant la constitution et en briguant un second mandat.
Le 8 mai 1958, le drapeau de la RAU est hissé sur la citadelle de Tripoli au Liban et des combats éclatent dans les grandes villes libanaises, entre partisans du président Chamoun et les milices nationalistes arabes commandées par Rachid Karamé et Fouad Chéhab. Les crispations se conjuguent pour faire monter la tension.
Attentats à la bombe et assassinats précèdent de vastes manifestations de rue. À partir de juin 1958 éclate une guérilla dans la montagne entre loyalistes dirigés par Naim Moghabghab et insurgés dirigés par Kamal Joumblatt. Les baasistes libanais, qui entrent dans le conflit, reçoivent des armes et de l'argent en provenance de Damas. Devant l'agitation, Chamoun annonce renoncer à se représenter.
Devant cette agitation et la révolution à la même date en Irak causant la mort du roi pro-occidental, Fayçal II, et de son premier ministre, Chamoun obtient le débarquement de 14 000 militaires américains (opération Blue Bat) comprenant 8 509 membres de l'US Army, dont un contingent de la 24e division d'infanterie américaine, et 5 670 Marines de la 2e division des Marines sous la direction du United States European Command qui sécurise le port de Beyrouth et son aéroport international ce qui assure le triomphe de la contre-révolution menée par les Kataëb. La 6e flotte des États-Unis au large comprenant trois porte-avions.

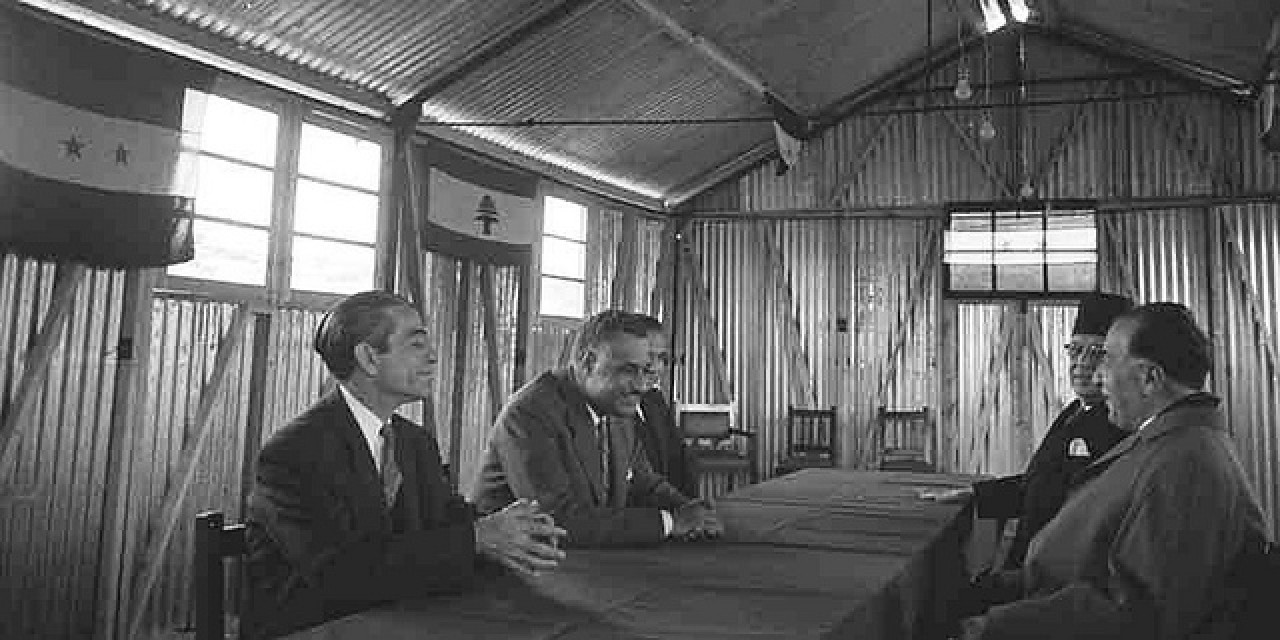
Réunion entre le président de la République arabe unie Gamal Abdel Nasser et le nouveau président libanais Fouad Chéhab à la frontière entre le Liban et la Syrie.

Ces forces quitteront le pays le 28 octobre 1958 après 102 jours de présence après avoir subi un tué  par un tireur embusqué et trois autres décès accidentels.
Eisenhower, président des États-Unis, dans le cadre de la doctrine Eisenhower, désigne le diplomate Robert D. Murphy comme représentant personnel dans cette crise, celui-ci joue un rôle significatif pour inciter Camille Chamoun à quitter le pouvoir et calmer le jeu.
Dès la fin du mandat de Chamoun en septembre, un nouveau président unanimement respecté, le général Fouad Chehab est élu, et l'opposition impose la nomination du chef de l'insurrection, Rachid Karamé, au poste de Premier ministre.

### Ouvrages, études
- Mohammed Agwani, The Lebanese Crisis, 1958: A Documentary Study, 1965.
- Erika Alin, The United States and the 1958 Lebanon Crisis, American Intervention in the Middle East, 1994.
- Pierrick el Gammal, Politique intérieure et politique extérieure au Liban de 1958 à 1961 de Camille Chamoun à Fouad Chehab, Sorbonne University (Paris), 1991.
- Irene Gendzier, Notes from the Minefield: United States Intervention in Lebanon and the Middle East 1945–1958, 1997
- Agnes Korbani, U.S. Intervention in Lebanon, 1958–1982 : presidential decisionmaking, 1991.
- Nawaf Salam, L’insurrection de 1958 au Liban, Sorbonne University (Paris), 1979.
- Jack Schulimson, Marines in Lebanon 1958, Historical Branch, G-3 Division, Headquarters, U. S. Marine Corps, Washington, Department of the Navy, 1966, 60 p.
- Salim Yaqub, 'Containing Arab Nationalism, The Eisenhower Doctrine and the Middle East, 2003.
- The Lebanon Operation, U.S. Army Center for Military History, Contingency Operations

### Articles
- Fawaz Gerges, The Lebanese Crisis of 1958: The Risks of Inflated Self-Importance, Beirut Review, 1993, p. 83–113.
- David Lesch, Prelude to the 1958 American Intervention in Lebanon, Mediterranean Quarterly, vol. 7, no 3, 1996, p. 87–108.
- Ritchie Ovendale, Great Britain and the Anglo-American Invasion of Jordan and Lebanon in 1958, The International History Review, vol. XVI, no 2, 1994, p. 284–304.
- Edouard de Tinguy, La crise libanaise de 1958 et l'intervention militaire américaine, Revue d'histoire diplomatique, Paris : A. Pédone, no 4, décembre 2007.